# Independent-Air-Flug 1851
Der Independent-Air-Flug 1851 (Flugnummer IATA: ID1851, ICAO: IDN1851, Funkrufzeichen: INDEPENDENT 1851) war ein interkontinentaler Charterflug der Independent Air von Bergamo in Italien nach Punta Cana in der Dominikanischen Republik, der am 8. Februar 1989 durchgeführt wurde. Auf diesem Flug verunglückte eine Boeing 707-331B am Ende des zweiten Flugabschnittes, als sie von den Piloten in den nebelverhüllten Berg Pico Alto geflogen wurde. Bei dem Unfall kamen alle 144 Menschen an Bord der Maschine ums Leben; es handelt sich damit um den schwersten Flugunfall in Portugal.

## Flugzeug

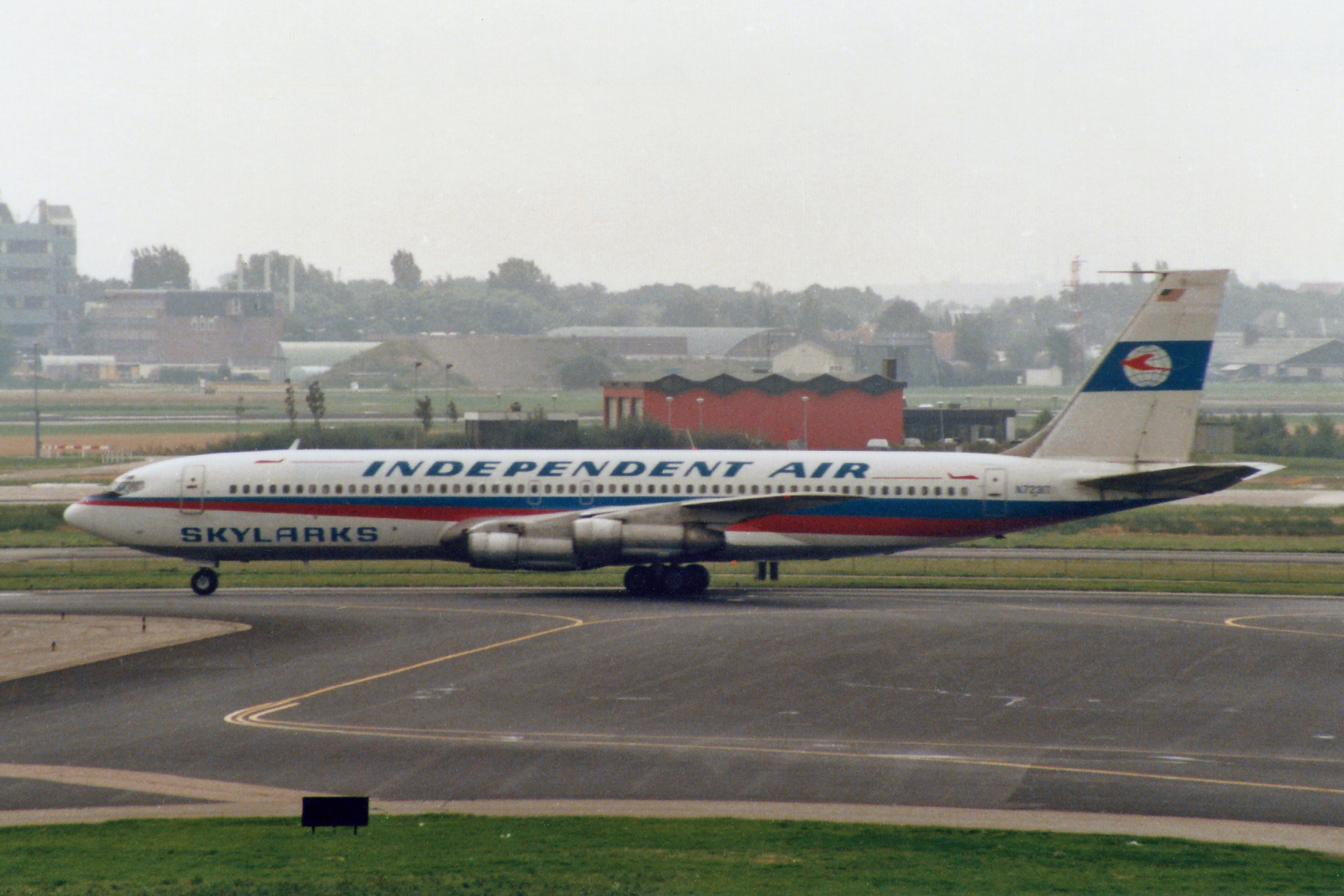
Die betroffene Maschine im Januar 1985 in einer älteren Bemalung

Bei der verunglückten Maschine handelte es sich um eine Boeing 707-331C, die im Jahr 1968 im Werk von Boeing auf dem Boeing Field im US-Bundesstaat Washington als die 687. Boeing 707 aus laufender Produktion mit der Werknummer 19572 endmontiert wurde. Der Erstflug der Maschine erfolgte am 11. März 1968. Am 22. März 1968 wurde sie mit dem Luftfahrzeugkennzeichen N28727 an die Trans World Airlines ausgeliefert, die die Maschine umgehend an die Saudi Aramco Aviation verleaste. Am 30. Juni 1980 kehrte die Maschine zu ihrer Leasinggeberin zurück. Am 26. August 1983 wurde die Maschine auf Atlanta Skylarks zugelassen und am 8. September 1983 auf das neue Kennzeichen N7231T umgeschrieben. Im Dezember 1984 übernahm Independent Air die Maschine. Das vierstrahlige Langstreckenflugzeug war mit vier Mantelstromtriebwerken des Typs Pratt & Whitney JT3D-3B ausgestattet. Bis zum Zeitpunkt des Unfalls hatte die Maschine 44.755 Betriebsstunden absolviert, auf die 12.589 Starts und Landungen entfielen.

## Betreiber
Bei Independent Air handelte es sich um eine aus einem ehemaligen Reiseclub hervorgegangene Fluggesellschaft, die Frachtcharter und Passagierflüge durchführte. Ein Teil des Geschäfts bestand aus dem Transport von italienischen Touristen zu Zielen in der Karibik. Da die beiden einzigen Maschinen der Fluggesellschaft – zwei Boeing 707 – beide nicht über entsprechende Reichweiten verfügten, wurden sie jeweils zur Betankung auf Santa Maria zwischengelandet. Trotz dieser Unannehmlichkeiten wurden Flüge mit der Fluggesellschaft aufgrund der günstigen Flugpreise häufig gebucht. Während der Flughafen der Insel bis in die Frühzeiten des Jetzeitalters als Zwischenlandeort auf Transatlantikflügen genutzt wurde und somit hochfrequentiert war, wurde er mit der Entwicklung reichweitenstarker Flugzeuge seit Mitte der 1970er Jahre nur noch selten angeflogen. Im Jahr 1989 wurde der Flughafen nur noch von der regionalen SATA Air Açores, der nationalen TAP Air Portugal sowie den betagten Maschinen der Independent Air angeflogen.

## Insassen
Den Flug auf dem ersten Flugabschnitt hatten 137 Passagiere angetreten, bei denen es sich ausnahmslos um italienische Touristen handelte. Es befand sich eine siebenköpfige US-amerikanische Besatzung an Bord:
- Der 41-jährige Flugkapitän Douglas Leon Daugherty verfügte über 7.766 Stunden Flugerfahrung, wovon 766 Stunden auf die Boeing 707 entfielen. Davon hatte er 278 Stunden in der Rolle des Ersten Offiziers und 488 Stunden in der Rolle des Flugkapitäns absolviert. Er verfügte auch über 2.259 Stunden Flugerfahrung mit der Boeing 727, wovon er 347 Stunden in der Rolle des Flugkapitäns und 1.912 in der Rolle des Ersten Offiziers absolviert hatte.
- Der 36-jährige Erste Offizier Samuel „Sammy“ Adcock konnte 3.764 Stunden Flugerfahrung vorweisen, von denen er einschließlich Trainingsflügen erst 64 Stunden in der Boeing 707 abgeleistet hatte. Er hatte sich erst zwei Wochen vor dem Unfallflug zum Steuern der Boeing 707 qualifiziert. Der größte Flugzeugtyp,  den er zuvor geflogen hatte, war eine siebensitzige Piper PA-31.
- Der 34-jährige Flugingenieur Jorge Gonzalez verfügte über 6.756 Stunden Flugerfahrung, von denen er 1.056 Stunden mit Maschinen des Typs Boeing 707 absolviert hatte. Er verfügte darüber hinaus über 2.888 Stunden Flugerfahrung mit der Boeing 727 sowie 2.823 Stunden mit der Lockheed C-5 Galaxy.
- Es befanden sich darüber hinaus vier Flugbegleiterinnen an Bord der Maschine. Eine von ihnen, die 26-jährige Yvette Murray, war mit Kapitän Daugherty verlobt. Die beiden planten, im Mai desselben Jahres zu heiraten.

## Unfallhergang
Der für 8:00 Uhr geplante Abflug verspätete sich aufgrund von Nebel um mehr als zwei Stunden. Die Maschine startete um 10:04 Uhr aus Bergamo zum Flug nach Punta Cana in der Dominikanischen Republik, wobei ein Zwischenstopp auf der Azoreninsel Santa Maria vorgesehen war.
Beim Überfliegen des von Santa Maria aus überwachten ozeanischen Kontrollraumes gab es eine Reihe von Problemen bei der Verständigung, die sich während des gesamten weiteren Fluges fortsetzten. Innerhalb eines Zeitraumes von weniger als 25 Minuten musste der Erste Offizier Adcock den zuständigen Lotsen insgesamt sechsmal bitten, seine Funksprüche zu wiederholen, da er diese entweder nicht richtig verstanden oder nicht aufmerksam genug zugehört hatte.
Um 13:56:47 Uhr erteilte die Flugsicherung in Santa Maria die Freigabe zum Sinkflug auf 3.000 Fuß als Vorbereitung auf einen ILS-gestützten Anflug auf Landebahn 19. Der diensthabende auszubildende Fluglotse übermittelte den Piloten einen QNH-Wert von 1.027 hPa, der um 9 hPa zu hoch angegeben war, der tatsächliche QNH betrug zu diesem Zeitpunkt 1.018,7 hPa. Die Piloten missverstanden außerdem den Funkspruch des Fluglotsen aufgrund dessen starken portugiesischen Akzents als Freigabe zum Sinkflug auf 2.000 Fuß. Da der Fluglotse eine kurze Sprechpause einlegte, ging Adcock davon aus, dass der Funkspruch beendet war, drückte auf die Sprechtaste und sagte: “We’re cleared to two thousand feet and ah… one zero two seven.”
Im selben Augenblick drückte auch der Fluglotse seine Sprechtaste und sagte: “Expect ILS approach runway one niner and report reaching three thousand.” Bei der für die Kommunikation verwendeten Funkanlagen konnten bei gedrückter Sprechtaste Funksprüche nur senden, nicht jedoch empfangen werden. Aus diesem Grund erreichte die Besatzung der Boeing 707 die Mitteilung “report reaching three thousand” nicht, während der Fluglotse lediglich “one zero two seven” hörte, nicht jedoch die fehlerhafte Wiedergabe der zu erreichenden Höhe. In einem solchen Fall hätte sich der Fluglotse bei Adcock erkundigen müssen, ob dieser die Freigabe richtig verstanden hatte, er tat es jedoch nicht.
Die Piloten begannen dann, ihre vorgesehene Anflugroute zu erörtern. Die Koordinaten, die sie anfliegen sollten, entsprachen nicht den installierten Navigationshilfen am Flughafen Santa Maria. Aus der Karte schlossen sie, dass sie das Drehfunkfeuer (VOR) anfliegen sollten. Damit befanden sie sich im Irrtum, denn eine Besonderheit des Flughafens Santa Maria bestand darin, dass bei Anflügen aus östlicher Richtung als primäre Navigationshilfe das Ungerichtete Funkfeuer (NDB) zuerst anzufliegen war. Dies lag daran, dass bei Flügen aus östlicher Richtung der Knotenpunkt ECHO zu überfliegen war und im Falle eines direkten Anfluges auf das VOR der 587 Meter hohe Gipfel des Pico Alto, die höchste Erhebung auf Santa Maria, hätte überflogen werden müssen, an dem Funksignale häufig blockiert oder fehlgeleitet wurden. Aus der Karte ging nicht hervor, dass das NDB zuerst anzufliegen war und so kam es am Flughafen Santa Maria häufiger vor, dass von Osten kommende Maschinen das VOR an- und damit den Gipfel des Pico Alto überflogen. Dies stellte grundsätzlich kein Problem dar, da die Sicherheitsflughöhe an dieser Stelle 3.000 Fuß betrug.
Während des Anfluges luden die Piloten eine weibliche Reiseleiterin ins Cockpit ein. Wenngleich später spekuliert wurde, dass es sich dabei um die Stewardess Murray, Daughertys Verlobte handelte, so war dies nicht der Fall. Die Mitglieder der Cockpitbesatzung und die eingeladene Passagierin führten daraufhin Gespräche über Belanglosigkeiten, womit sie gegen die Regel eines sterilen Cockpits, in dem lediglich über sicherheitskritische Punkte gesprochen wird, verstießen. Der Cockpit Voice Recorder zeichnete eine Vielzahl von Äußerungen auf, wie etwa “Don’t laugh…” “Close that door, it’s a jungle out there…” “First time in the Azores…?” “We’re havin’ fun now, hey hey!”.
Die beiden Lotsen in Santa Maria befanden sich derweil in einer nicht genehmigten Pause, womit der Kontrollturm nicht nur unterbesetzt, sondern völlig unbesetzt war. Sie kehrten erst um 12:44 Uhr an ihre Arbeitsplätze zurück und übermittelten den Piloten den Wetterbericht.
Zu diesem Zeitpunkt herrschten unterhalb von 3.000 Fuß klare Wetterverhältnisse, wobei der Pico Alto von höheren, ozeanischen Winden umströmt wurde und daher wie gewöhnlich von Wolken umhüllt war.
Der Fluglotse äußerte “one octa at one two zero zero”, womit er die Wolkenuntergrenze ebenso angab, wie den Parameter, wie viele Achtel des Himmels von Wolken bedeckt waren. Der Funkspruch hörte sich an wie “one octa two two zero zero”, sodass die Piloten erwarteten, in einer Höhe von 2.200 Fuß und damit oberhalb des 1795 Fuß hohen Gipfels des Pico Alto die Wolkendecke zu durchbrechen, während dies tatsächlich in einer Höhe von 1.200 Fuß zu erwarten war. Die Piloten rechneten somit in den Augenblicken vor dem Aufprall damit, aus der Wolkenfront herauszufliegen.
Mit der fehlverstandenen Höhe waren die Piloten darauf eingestellt, den Pico Alto in einer Höhe von 2.000 Fuß und damit nur knapp zu überfliegen. Der fehlerhaft durchgegebene barometrische Druck brachte die Maschine schließlich auf Kollisionskurs: Der angegebene QNH von 1027 Millibar verwirrte den Ersten Offizier Adcock so sehr, dass er fragte: “Is that what he said? Ten twenty-seven on the millibars?” "Hat er das wirklich gesagt? 1.027 Millibar? “Yep,” entgegnete Kapitän Daugherty und erklärte damit, dass er dasselbe verstanden hatte. Keiner der beiden Piloten stellte infrage, wie sich der barometrische Druck binnen 12 Minuten um 8 Millibar verändern konnte, was einem Hurricane der Stufe 5 entsprochen hätte, nicht jedoch einem gewöhnlichen Tag am Flughafen. Nachdem ihm der erfahrenere Kollege den Wert bestätigte, stellte Adcock die Höhenmesser auf 1.027 Millibar ein, womit diese einen um 240 Fuß zu hohen Wert anzeigten. Die Maschine war nun im Begriff, in einer Höhe von 1.760 Fuß und damit nur knapp unterhalb des 1795 Fuß hohen Gipfels gegen den Pico Alto zu prallen.
Während die Maschine in die Wolkendecke einflog, sagte Adcock “Starting to pass through layers here.” („Wir fangen hier an, durch (Wolken-)Schichten zu fliegen.“)
“Can’t keep this son of a bitch thing straight up and down.” („Ich kann dieses Mistding nicht die ganze Zeit hoch und runter fliegen lassen“) antwortete Kapitän Daugherty, als die Maschine auf der Rückseite des Pico Alto eine Zone mit schweren Turbulenzen durchflog.
Adcock fragte daraufhin, ob er helfen solle, was Daugherty verneinte.
Sekunden später aktivierte sich das Ground Proximity Warning System (GPWS), welches unterhalb der Maschine ansteigendes Gelände registrierte. Es gab daraufhin eine Warnmeldung ab: “WHOOP WHOOP, PULL UP! WHOOP WHOOP, PULL UP!”
Keiner der beiden Piloten äußerte sich zu dem Alarm und es wurden auch keine Steuerbefehle vorgenommen, um die Maschine hochzuziehen, um die Kollision zu verhindern. Nachdem der Alarm seit sieben Sekunden im Cockpit der Maschine aktiv war, zerschellte diese mit einer Geschwindigkeit von 420 km/h knapp unterhalb des Gipfels an einem abschüssigen Felsgrat des Pico Alto. Die Wrackteile wurden der Länge nach gegen die Böschungsmauer der Gipfelstraße geschleudert. Durch die Aufprallkräfte brach die Maschine auseinander, wobei zahlreiche Wrackteile über den Gratkamm in einen dahinter liegenden Wald geschleudert wurden. Das Heck fiel mit einem Teil der Triebwerke den Osthang herunter, während der Rest der Maschine entlang der Gipfelstraße und des dahinter liegenden Westhangs verstreut lag.

## Ursache
Das portugiesische Generaldirektorat für Zivilluftfahrt übernahm nach dem Unfall die Ermittlungen zu den Unfallursachen. Die Ermittler konnten eine Reihe von Faktoren identifizieren. Die Piloten hätten es versäumt, eine Vorbesprechung des Anfluges durchzuführen, bei der die Mindestsinkflughöhe von 3.000 Fuß thematisiert worden wäre. Die Piloten hätten anschließend beschlossen, unmittelbar das VOR anzufliegen, wobei sie diese Route unmittelbar über den Berg führte, da aus den verwendeten Karten nicht klar hervorging, dass der Anflug am NDB zu beginnen hatte. Ferner habe der Erste Offizier Adcock die Sinkfreigabe auf 3.000 Fuß als 2.000 Fuß missverstanden und sei auch von den anderen Piloten nicht korrigiert worden. Die gleichzeitige Übertragung der Aufforderung des Fluglotsen, das Erreichen der Flughöhe von 3.000 zu melden und Adcocks falsche Wiedergabe führten aufgrund der verwendeten Funkgeräte dazu, dass sich die Nachrichten gegenseitig aufhoben, sodass weder die Besatzung noch der Fluglotse den Fehler bemerkten. Zu diesem Zeitpunkt war Flug 1851 immer noch auf einem Kurs, auf dem die Maschine den Berg verfehlt hätte, aber der Fluglotse übermittelte auch einen falschen Luftdruck, wobei die Piloten die Fehlangabe nicht in Frage stellten, was dazu führte, dass sich das Flugzeug 240 Fuß unterhalb der angezeigten Höhe befand. Die Ermittler vermuteten, dass die Fehlangabe des barometrischen Drucks auf eine Vermischung des Werts mit der Windrichtung von 270 Grad durch den auszubildenden Fluglotsen zurückging. Ohne einen dieser Faktoren wäre der Unfall nicht passiert. Tatsächlich hätten die Piloten den Berg sowieso fast verfehlt: Wären sie nur 10,5 Meter (35 Fuß) höher geflogen, hätten sie den Kamm überflogen. Die Ermittler konnten ferner feststellen, dass Independent Air über keinen eigenen Flugsimulator verfügte und die Piloten auf dem Simulator einer anderen Fluggesellschaft ausgebildet wurden. Hierbei sei ihnen beigebracht worden, Warnungen des Bodenannäherungswarnsystems als Fehlalarme zu werten und zu ignorieren. Die Ermittler waren der Ansicht, dass diese Routine der Grund dafür war, weshalb die Piloten in den sieben Sekunden zwischen dem Ertönen des Warnsignals und der Kollision die Maschine nicht hochzogen.

## Medienrezeption
Der Unfall und die Ermittlungen wurden 2023 in Episode 202 der kanadischen Fernsehserie Mayday – Alarm im Cockpit dargestellt.